# José Acasuso
José Acasuso   (Posadas, 20 d'octubre de 1982) és un jugador de tennis professional.

## Finals d'ATP
Només hi consten els títols de l'ATP. Els challenger, future i altres torneigs menors no es tenen en compte.

### Individuals (3)
| Llegenda               |
| Grand Slam (0)         |
| Tennis Masters Cup (0) |
| ATP Masters Series (0) |
| ATP Tour (3)           |

| Núm. | Data                   | Torneig            | Superfície   | Oponent a la final | Resultat    |
| ---- | ---------------------- | ------------------ | ------------ | ------------------ | ----------- |
| 1.   | 22 de juliol de 2002   | Sopot, Polònia     | Terra batuda | Franco Squillari   | 2-6 6-1 6-3 |
| 2.   | 13 de setembre de 2004 | Bucarest, Romania  | Terra batuda | Ígor Andréiev      | 6-3 6-0     |
| 3.   | 30 de gener de 2006    | Viña del Mar, Xile | Terra batuda | Nicolás Massú      | 6-4 6-3     |

### Finalista en individuals (6)[2]
- 2001: Buenos Aires perd contra Gustavo Kuerten per 1-6 3-6.
- 2002: Bucarest perd contra David Ferrer per 3-6 2-6 sobre terra batuda.
- 2002: Palerm perd contra Fernando González por 7-5 3-6 1-6 sobre terra batuda.
- 2004: Sopot perd contra Rafael Nadal per 3-6 4-6.
- 2006: Stuttgart perd contra David Ferrer per 4-6 6-3 7-6(3) 5-7 4-6.
- 2007: Sopot perd contra Tommy Robredo per 7-5 6-0.

### Classificació en torneigs del Grand Slam[2]
| Torneig            | 2007 | 2006 | 2005 | 2004 | 2003 | 2002 | 2001 | Títols |
| ------------------ | ---- | ---- | ---- | ---- | ---- | ---- | ---- | ------ |
| Obert d'Austràlia  | 1r   | 1r   | 1r   | 1r   | 2r   | 2r   | -    | 0      |
| Roland Garros      |      | 2r   | 4r   | -    | 1r   | 1r   | 2r   | 0      |
| Wimbledon          |      | -    | 1r   | 1r   | 1r   | 1r   | 1r   | 0      |
| US Open            |      | 1r   | 2r   | 1r   | 1r   | 1r   | 1r   | 0      |
| Tennis Masters Cup |      | -    | -    | -    | -    | -    | -    | 0      |

### Dobles (4)[2]
| Llegenda               |
| Grand Slam (0)         |
| Tennis Masters Cup (0) |
| ATP Masters Series (0) |
| ATP Tour (4)           |

| Núm. | Data                   | Torneig             | Superfície   | Parella          | Oponents a la final             | Resultat    |
| ---- | ---------------------- | ------------------- | ------------ | ---------------- | ------------------------------- | ----------- |
| 1.   | 19 de juliol de 2004   | Umag, Croàcia       | Terra batuda | Flávio Saretta   | Jaroslav Levinsky / David Skoch | 4-6 6-2 6-4 |
| 2.   | 18 de juliol de 2005   | Stuttgart, Alemanya | Terra batuda | Sebastián Prieto | Mariano Hood / Tommy Robredo    | 7-6(4) 6-3  |
| 3.   | 12 de setembre de 2005 | Bucarest, Romania   | Terra batuda | Sebastián Prieto | Victor Hanescu / Andrei Pavel   | 6-3 4-6 6-3 |
| 4.   | 30 de gener de 2006    | Viña del Mar, Xile  | Terra batuda | Sebastián Prieto | Frantisek Cermak / Leos Friedl  | 7-6(2) 6-4  |

### Finalista en dobles (6)
- 2004: Torneig d'Amersfoort amb Luis Horna perden contra Jaroslav Levinsky i David Skoch per 0-6 6-2 5-7 sobre terra batuda.
- 2004: Bucarest amb Óscar Hernández perden contra Lucas Arnold Ker i Mariano Hood per 6-7(5) 1-6 sobre terra batuda.
- 2005: Buenos Aires amb Sebastián Prieto perden contra Frantisek Cermak i Leos Friedl per 2-6 5-7 sobre terra batuda.
- 2005: Costa Do Sauipe amb Ignacio González King perden contra Frantisek Cermak i Leos Friedl per 4-6 4-6 sobre terra batuda.
- 2005: Bastad amb Sebastián Prieto perden contra Jonas Bjorkman i Joachim Johansson per 2-6 3-6 sobre terra batuda.
- 2005: Metz amb Sebastián Prieto perden contra Michael Llodra i Fabrice Santoro per 2-5 5-3 4-5(4) sobre terra batuda.

### Classificació en torneigs del Grand Slam
| Torneig            | 2007 | 2006 | 2005 | 2004 | 2003 | Títols |
| ------------------ | ---- | ---- | ---- | ---- | ---- | ------ |
| Obert d'Austràlia  | 1r   | 3r   | 1r   | -    | 1r   | 0      |
| Roland Garros      |      | 2r   | -    | -    | 1r   | 0      |
| Wimbledon          |      | -    | 1r   | -    | 1r   | 0      |
| US Open            |      | 1r   | 2r   | 1r   | 1r   | 0      |
| Tennis Masters Cup |      | -    | -    | -    | -    | 0      |